# Batrachedra psithyra
Batrachedra psithyra là một loài bướm đêm thuộc họ Batrachedridae. Loài này có ở New Zealand.
Ấu trùng ăn various ferns.